# Devin Leonardi
Devin Wayne Leonardi (ur. 16 kwietnia 1981 w Evanston, zm. 13 lipca 2014) – amerykański malarz.

## Życiorys
Urodził się 16 kwietnia 1981 r. w Evanston, ale wychował się w Jensen Beach, po czym zamieszkał w Chicago. Krótko realizował się w teatrze i telewizji w Chicago jako aktor. Zaczął też rysować i malować we wczesnym wieku, a także podjął studia w zakresie sztuk wizualnych na Chicago Academy for the Arts. Za sprawą swoich umiejętności uzyskał stypendium do nauki w The Cooper Union w Nowym Jorku, i w tym mieście spędził 11 lat. Twórczo aktywny od 2005 r. Specjalizował się w malarstwie figuratywnym akwarelowym i olejnym, w szczególności scen nocnych. Zarobkowo pracował także jako kucharz, realizując inną swoją pasję.
W późniejszych latach zdecydował się wyjechać do Montany z partnerką Annie Connole, co znalazło również odbicie w jego twórczości malarskiej. W nowym miejscu doceniał dzikość i pierwotność natury i krajobrazów, a jednocześnie mocno obawiał się, że industrializacja i zmiany klimatyczne będą miały poważny wpływ na region. Organizował również wyprawy do opuszczonych miasteczek górniczych, opisując ich historię.
Zmarł 13 lipca 2014 r., popełniwszy samobójstwo.